# Vogesite
La vogesite è una roccia magmatica filoniana appartenente al gruppo dei lamprofiri, a tessitura solitamente  porfirica e colore grigio o grigio-verdastro. 

## Etimologia
Vogesite viene da Vosges, nome francese della catena dei Vosgi, dove questa roccia affiora in filoni. 

## Composizione
L'aspetto più significativo è dato dai fenocristalli di anfibolo (solitamente orneblenda) più abbondanti di quelli di biotite. Entrambi i minerali si trovano anche nella pasta di fondo, a grana fine o afanitica,  associati ad abbondante ortoclasio e minore plagioclasio.  Può essere presente anche l'augite.

## Distribuzione
Le vogesiti sono diffuse come filoni nella regione dei Vosgi (Francia).